# 圣若泽-杜佩谢
圣若泽-杜佩谢（葡萄牙語：São José do Peixe）是巴西皮奥伊州的一个市镇。总面积1339.496平方公里，总人口3729人，人口密度2.8人/平方公里。